# 丹堡 (喬治亞州)
丹堡（英語：Dahburg）是位於美國喬治亞州威爾克斯縣的一個非建制地區。該地的面積和人口皆未知。

## 地理
丹堡的座標為33°52′06″N 82°39′08″W / 33.86833°N 82.65222°W，而該地的平均海拔高度為171米（即566英尺）。